# Општина Лунка Черниј Де Жос (Хунедоара)
Лунка Черниј Де Жос (рум. Lunca Cernii De Jos) општина је у Румунији у округу Хунедоара.
Oпштина се налази на надморској висини од 693 m.